# Bradypterus barratti
Felosa-de-barratt ou felosa-do-matagal (Bradypterus barratti) é uma espécie de ave da família Sylviidae.
Pode ser encontrada nos seguintes países: Lesoto, Moçambique, África do Sul e Zimbabwe.
Os seus habitats naturais são: regiões subtropicais ou tropicais húmidas de alta altitude.